# Kirill Kim
Kirill Kim (kirgisisch Кирилл Ким; * 23. Juli 2004) ist ein kirgisischer Eishockeyspieler, der seit 2021 bei Ala-Too Dordoi in der kirgisischen Eishockeyliga spielt.

## Karriere
Kirill Kim begann seine Karriere beim HK Almaty in der kasachischen U17-Liga. Seit 2021 spielt er bei Ala-Too Dordoi aus der Stadt Naryn in der kirgisischen Eishockeyliga.

### International
Im Juniorenbereich spielte Kim erstmals beim IIHF U20 Challenge Cup of Asia 2019, wo er mit seinem Team die Silbermedaille gewann, für Kirgisistan. Zudem nahm er 2022, 2023 und 2024 an der U20-Weltmeisterschaft der Division III teil.
Für die kirgisische Herren-Auswahl nahm Kim an der Weltmeisterschaft der Division IV 2022 und der Weltmeisterschaft der Division III 2023 teil.

## Erfolge und Auszeichnungen
- 2019 Silbermedaille beim IIHF U20 Challenge Cup of Asia
- 2022 Aufstieg in die Division III, Gruppe B, bei der Weltmeisterschaft der Division IV
- 2023 Aufstieg in die Division III, Gruppe A, bei der Weltmeisterschaft der Division III, Gruppe B